# Idiolispa bannapeensis
Idiolispa bannapeensis là một loài tò vò trong họ Ichneumonidae.